# 5114 Yezo
5114 Yezo este o planetă minoră (asteroid) din centura de asteroizi. A fost descoperită pe 15 februarie 1988 la Kushiro de Seiji Ueda⁠(d) și a fost numită după Ezo⁠(d). 
Obiectul prezintă o orbită caracterizată de o semiaxă mare de 2,4702875 UAi, o excentricitate de 0,01, o înclinație de 4,16865 ° în raport cu ecliptica.